# Ebba Jungmark
Ebba Anna Jungmark, švedska skakalka v višino, * 10. marec 1987.
Prvi večji uspeh na večjih tekmovanjih je dosegla leta 2006, ko je na Mladinskem svetovnem prvenstvu v atletiki 2006 osvojila peto mesto, na  Evropskem prvenstvu v atletiki do 23 let 2007 pa je osvojila bronasto medaljo. Istega leta je nastopila tudi na Svetovne prvenstvu, kjer pa se ni uvrstila v finalno serijo.  Leta 2012 je za Švedsko nastopila tudi na Poletnih olimpijskih igrah v Londonu.
Osebni rekord, 196 cm, je dosegla na evropskem dvoranskem prvenstvu leta 2011 v Parizu.